# 歳徳金神社
歳徳金神社（としとくこんじんじゃ）は、岡山県倉敷市船穂町水江堅盤谷（かきわだに）にある神社である。

## 概要
明治三十六年旧六月発行の南備四国霊場道中獨案内には八十五番と八十六番の間に「歳徳金神　柿ワ谷　遍路道ニアリ」との記載が残る。
現在は歳徳金神社として存続している。

## 文献
- 南備四国霊場道中獨案内　又串　天聖庵

## 交通
- 鉄道：JR山陽本線・西阿知駅下車。車で約10分。